# Rivière Nisipi
La rivière Nisipi est un affluent de la rivière Shipshaw, coulant sur la rive Nord-Ouest du fleuve Saint-Laurent, dans le territoire non organisé du Mont-Valin, dans la municipalité régionale de comté de Le Fjord-du-Saguenay, dans la région administrative de Saguenay-Lac-Saint-Jean, dans la Province de Québec, au Canada.
La partie supérieure de cette rivière coule dans la zec Onatchiway. La partie inférieure du bassin versant de la rivière Nisipi est desservie par des routes forestières pour les besoins de la foresterie et des activités récréotouristiques, notamment la route forestière R0258,,.
La foresterie constitue la principale activité économique du secteur ; les activités récréotouristiques, en second.
La surface de la rivière Nisipi est habituellement gelée de la fin novembre au début avril, toutefois la circulation sécuritaire sur la glace se fait généralement de la mi-décembre à la fin mars.

## Géographie
Les principaux bassins versants voisins de la rivière Nisipi sont :
- Côté Nord : Ruisseau Baussac, rivière des Huit Chutes, rivière de la Tête Blanche, rivière Shipshaw, lac Onatchiway, Petit lac Onatchiway petite rivière de la Tête Blanche, rivière au Poivre ;
- Côté Est : Lac Moncouche, lac Poulin-De Courval, rivière aux Castors (rivière aux Sables), rivière aux Sables, rivière Wapishish ;
- Côté Sud : Ruisseau Bérubé, rivière Shipshaw, rivière Étienne, rivière Saint-Louis, bras du Nord ;
- Côté Ouest : Lac La Mothe, rivière Shipshaw, rivière Péribonka[2].

La rivière Nisipi prend sa source à l’embouchure d’un lac non identifié lequel est situé sur le versant Nord de la ligne de partage des eaux avec le versant de la bras du Nord et du ruisseau Cécile.
Cette source est située dans le territoire non organisé de Mont-Valin à 59,1 km au Sud-Est du barrage à l’embouchure (côté Sud) du lac Pamouscachiou, à 8,0 km à l’Est du lac La Mothe (baie de la Brûlée), à 11,2 km au Nord-Ouest du barrage à l’embouchure du lac Onatchiway (lequel est traversé par la rivière Shipshaw) et à 9,3 km au Sud-Est de l’embouchure de la rivière Nisipi,.
À partir du lac de tête, la rivière Nisipi coule sur 11,4 km, entièrement en zone forestière, selon les segments suivants :
- 2,7 km vers le Nord-Ouest en traversant quatre petits lacs, jusqu’à un coude de rivière, correspondant à un petit lac ;
- 1,3 km vers l’Ouest en recueillant un ruisseau (venant du Nord), jusqu’à un coude de rivière, correspondant à la décharge (venant du Sud-Est) d’un lac non identifié ;
- 7,4 km vers le Nord-Ouest dans une vallée encaissée en coupant la route forestière R0258, jusqu’à l’embouchure de la rivière[2].

La rivière Nisipi se déverse dans un coude de rivière sur la rive Est de la rivière Shipshaw. L'embouchure de la rivière Nisipi est située entre le lac Onatchiway et le lac La Mothe, ainsi qu'au pied de la montagne de la Chute des Georges (altitude : 335 m), soit à :
- 4,0 km au Sud du barrage à l’embouchure du lac Onatchiway lequel est traversé par la rivière Shipshaw ;
- 17,7 km au Nord du barrage à l’embouchure du lac La Mothe lequel est traversé par la rivière Shipshaw ;
- 46,8 km au Sud-Est de l’embouchure de la rivière Shipshaw ;
- 52,7 km au Sud du barrage à l’embouchure du lac Pamouscachiou (réservoir Pipmuacan)[2],[6].

## Toponymie
Le toponyme de « rivière Nisipi » a été officialisé le 5 décembre 1968 à la Banque des noms de lieux de la Commission de toponymie du Québec.